# Crans (Ain)
Crans es una comuna francesa en el departamento de Ain, de la región de Auvernia-Ródano-Alpes.

## Demografía
| 136 | 119 | 120 | 145 | 209 | 258 | 274 | 278 |
| Para los censos de 1962 a 1999 la población legal corresponde a la población sin duplicidades (Fuente: INSEE [Consultar]) |     |     |     |     |     |     |     |